# 比尔·布兰德
威廉·“比尔”·布兰德（英語：William "Bill" Bland；1916年4月28日—2001年3月13日）是大不列颠共产主义联盟的领袖，他以作为国际霍查主义运动的重要领导人而知名。他著有《苏联资本主义的复辟》一书。

## 生平
1916年4月28日，比尔·布兰德出生在英格兰北部城镇阿什顿安德莱恩的一个中产阶级家庭。他在新西兰陆军服役时确立了共产主义作为自己的政治信仰。后来，他作为一名教育工作者，在新西兰积极参与了当地共产党组织的活动。第二次世界大战结束后，布兰德以眼镜制造商的身份返回英国。1950年代，布兰德见证了大不列颠共产党的“和平过渡社会主义”运动和赫鲁晓夫对斯大林的批判。布兰德坚信修正主义是反马列主义的错误意识形态路线。
由于对修正主义的否定，布兰德成为了英国数个反修正主义组织中的一员。此后不久，中国爆发了“文化大革命”，带着大量的问题，布兰德开始系统地着手研究毛泽东的理论。他发现自己对毛的“新民主主义国家”持有异见。动笔数月后，站在正统斯大林主义者的立场上，布兰德完成了对毛的第一次批判。这次批判是布兰德在正统斯大林主义影响下作出的众多不受毛主义者待见的分析中的最初尝试。
布兰德毕其余生试着回答一个问题：为什么修正主义会占据主导地位？布兰德得出了结论：在联共（布）中央政治局中，斯大林处于劣势，他的周围是一群“绝顶聪明”的、不公开反对马列主义的修正主义分子。不仅如此，他们还通过树立“个人崇拜”直接给斯大林披上一层神圣的外衣，而用这个作为反对他的武器。布兰德认为：斯大林以贝利亚取代叶若夫，是因为后者搞垮、颠覆了秘密警察（内务人民委员部）。布兰德以此为例指出了数千名无辜入狱的布尔什维克的获释原因。布兰德指出：在联共（布）十八大召开时，斯大林已经被排除在党的最高决策层之外，而其试图用《苏联经济问题》这本小册子进行回击。
斯大林在文章中对赫鲁晓夫的亲信尼古拉·沃兹涅辛斯基进行了充满深远影响的抨击，布兰德由此证明，后来导致资本主义复辟的苏联经济改革（在当时）是被斯大林严厉打压中止的。所以布兰德强调了斯大林最后的工作的特殊必要性，他看到，一旦斯大林逝世，沃兹涅辛斯基的资本主义化“改革”措施就会被赫鲁晓夫及其继任者颁布实施。布兰德在他的文章中明确地提出了这些观点并且在其1981年出版的《苏联资本主义的复辟》一书中详细阐述。
带着他对毛泽东的理论的分析，布兰德开始对他一贯支持的“中国化”的阿尔巴尼亚劳动党提出质疑，但是得出的结论是：阿尔巴尼亚社会主义人民共和国保持了社会主义制度。苏共二十大召开之前，在阿尔巴尼亚劳动党的资助下，布兰德建立了英国阿尔巴尼亚协会。虽然被阿尔巴尼亚官方排斥，他仍然领导了协会的工作，并且组织了大量人力、物力对这个“被孤立的社会主义国家”进行研究。在那些年里，布兰德成为了公认的研究阿尔巴尼亚的权威，他出版了一部英阿字典，他的研究领域涉及了阿尔巴尼亚生活、历史、音乐、饮食、地理、风俗等各个方面。
在阿尔巴尼亚劳动党支持中国的时候，一些毛派组织联合起来反对阿尔巴尼亚协会，他们不顾党派间的亲密关系，公然抵制布兰德的“单一的阿尔巴尼亚统一战线”的号召。在霍查对毛泽东进行公开批判之后，这些组织逐渐瓦解消亡。他们的残余分子在阿尔巴尼亚劳动党的积极倡议和资助下，以统一战线的形式加入了布兰德的组织。但是这些人仍然试图解除布兰德的领导权，他们强调其在研究的所有方面——包括音乐等等——都是反马列主义的，是“非完全政治正确”的，所以应该被解职，但是组织的其他多数成员反对这个决定。布兰德一直到了拉米兹·阿利雅出任阿尔巴尼亚劳动党领导人的时候才辞去协会的领导职务。
在1975年英国共产主义者联盟（马列）陷入分裂之后，作为一个社会主义者，布兰德对阿尔巴尼亚的分析发生了根本性的转变。不久，以他为首的大不列颠共产主义联盟成立。该组织从成立伊始就坚定地支持“被孤立的社会主义国家”阿尔巴尼亚。麦克贝克和他的支持者——那些留在英国共产主义者联盟（马列）中的人，则持反对立场。
布兰德认为他所密切关注的现代修正主义的一个重要特征就是对社会主义革命第二阶段的背离，最后陷入一个“静态国家民主化”误区。对于布兰德来说，这是对马列主义国家理论的歪曲。基于这种分类，布兰德把中国、古巴、朝鲜、越南的革命归类为“伪社会主义”革命。布兰德认为，以上诸国忽视了列宁“不要在革命第一阶段和第二阶段建立鸿沟的警告。他也提出，像出现在美国的“黑人民族”现象，英国的“黑人种族歧视”和“苏格兰、威尔士、康沃尔的民族主义”，都反映出这些国家已经远远地偏离了社会主义革命道路。这些观点使得他在挑战斯大林主义的一个基本前提：如果苏联——包括党的最高层陷入了阶级斗争，那么共产国际会有任何不同吗？
布兰德努力思考着几个相关的问题：为什么共产国际在有关统一战线的性质这类关键问题的立场上多次反复？斯大林真的“完全控制”了共产国际吗？为什么统一战线得到了欧洲的共产党的坚定支持，特别是法国——去协助一个法西斯主义者控制下的组织？还有，是什么原因导致了1920年代后期统一战线中的“反极左”运动突然转向“反极右”——成为正确政策？
布兰德认为，共产国际第一次向极左方向偏离，是在大约1924年至1928年间认可法西斯主义在德国掌权。同时，在极左思潮的影响下，曼努伊尔斯基和库西宁通过对坚持斯大林路线的工农党派的破坏，扼杀了印度革命。布兰德提出的共产国际第二次右倾化，则是指在约1930年前后其阻止欧洲各国的共产党掌权的行为。
布兰德进一步指出，从大约1924年开始，斯大林在共产国际中就失去了领导权。接着首先是季诺维也夫取得了领导权，然后是布哈林。这两人后被批判为“修正主义分子”，并在大清洗中被枪毙。之后季米特洛夫、库西宁、曼努伊尔斯基领导着共产国际。布兰德指责他们歪曲了正确实现马列主义的道路。季米特洛夫从法西斯德国的监狱中获释是颇值得怀疑的，难道是法西斯主义者的仁慈？为什么？布兰德认为当时季米特洛夫虽打着“在统一战线中坚持正确的马列主义原则”的旗号，实则是脱离了统一战线转而支持“人民阵线”，犯了右倾错误。
布兰德认为，以上诸原因使得斯大林解散了共产国际。之后斯大林建立了共产党和工人党情报局，由他和日丹诺夫等人领导。他说，有必要记得是共产党和工人党情报局揭露了西方共产主义政党企图实行右倾化的方针，以及铁托主义者们与美国的结盟。在后来的意识形态之争中，斯大林公开支持阿尔巴尼亚和霍查反对铁托。
除了理论著作，布兰德还创作了大量的戏剧，导演了两部电影，排演了一部芭蕾舞剧。长期对艺术的执着与热爱——特别是电影和戏剧——使得他深深理解社会主义现实艺术。他在创作电影和戏剧时广泛取材，特别是在历史剧方面。
在英国，布兰德领导的大不列颠共产主义联盟主张所有马列主义者的原则性统一，因此他成为了马列主义联盟全国委员会成立后初期的重要领导人。布兰德还组织了英国斯大林研究会。但是，研究会内的正统毛派后来将他打倒。布兰德是国际霍查主义运动史上的关键性重要人物，他对北美的马列主义联盟运动产生了重要的影响。
2001年3月13日，比尔·布兰德去世。不久，他生前领导的大不列颠共产主义联盟瓦解。